# Leipziger Ballett
Il Leipziger Ballet è una compagnia tedesca di balletto stabile dell'Opera di Lipsia, teatro di tradizione di solida reputazione.
Ha raggiunto rilievo europeo in particolare dal 1991, grazie all'arrivo del coreografo Uwe Scholz in qualità di direttore del ballo.
Nel 2005 gli succede il canadese Paul Chalmer, già danzatore dell'English National Ballet e coreografo lui stesso - ben noto anche in Italia.
Il repertorio della compagnia, oltre a comprendere alcuni grandi classici e numerosi titoli neoclassici del Novecento, continua a proporre con immutato successo i balletti sinfonici di Uwe Scholz.